# Konzernarchiv der Georg Fischer AG
Das Konzernarchiv der Georg Fischer AG ist das Archiv des international tätigen Industrieunternehmens Georg Fischer (GF) mit Sitz in Schaffhausen. Es ist im Kulturgüterschutz-Inventar der Schweiz seit 2006 als A-Objekt klassifiziert. Das Archiv umfasst neben Papierunterlagen 130'000 Fotos, von denen über 5000 digital abrufbar sind.

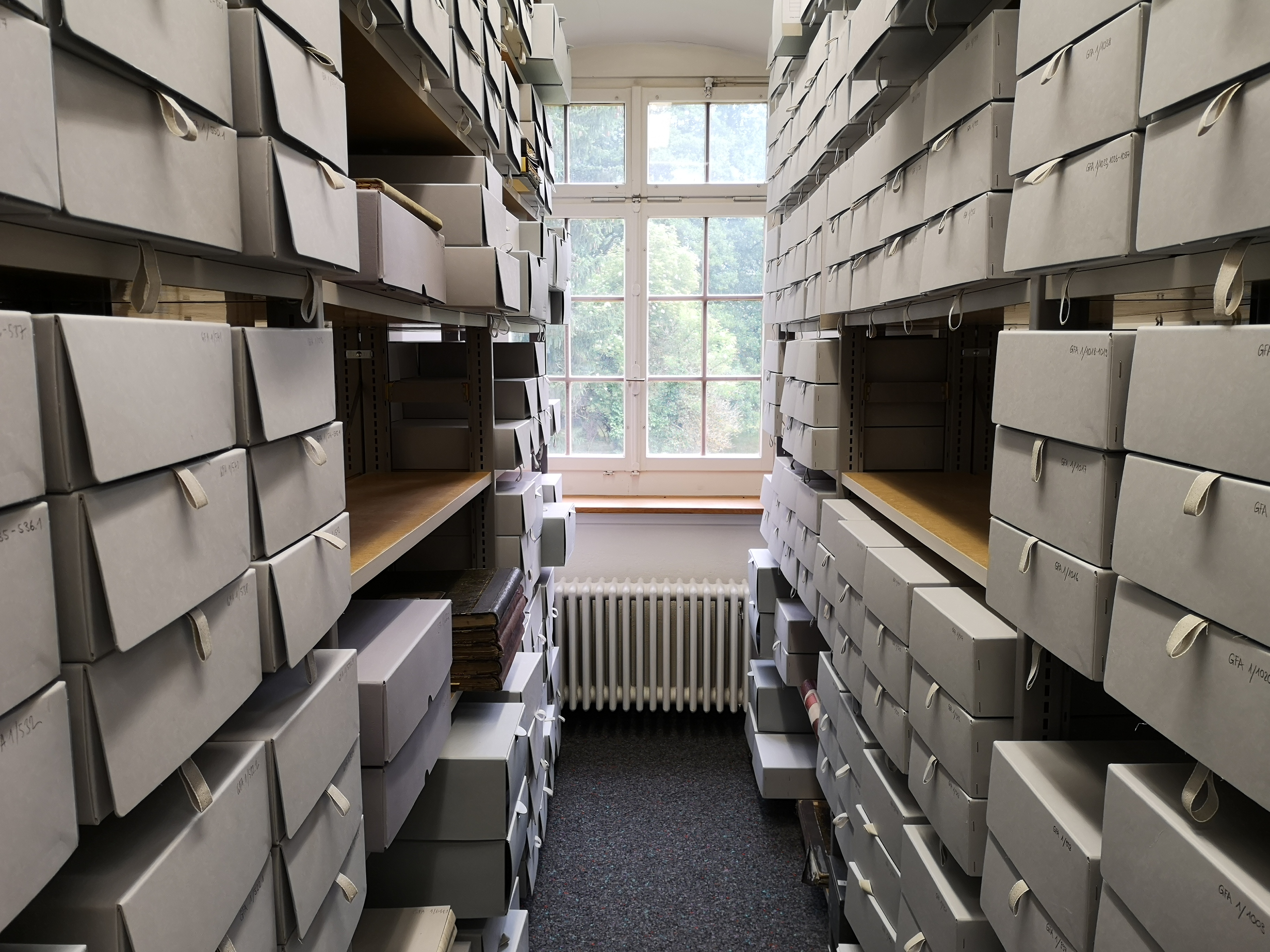
Blick ins Papierarchiv

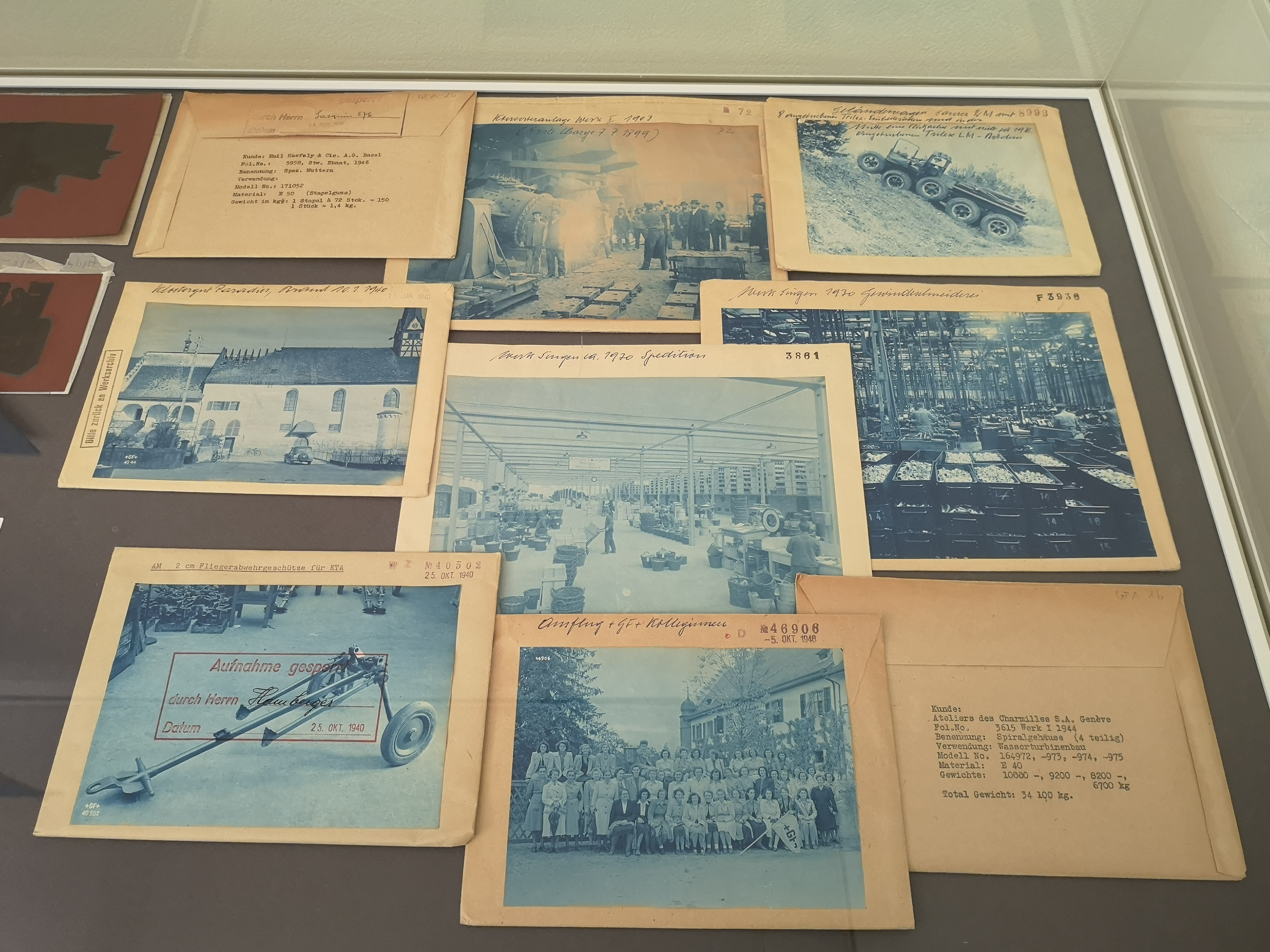
Fotodokumentation

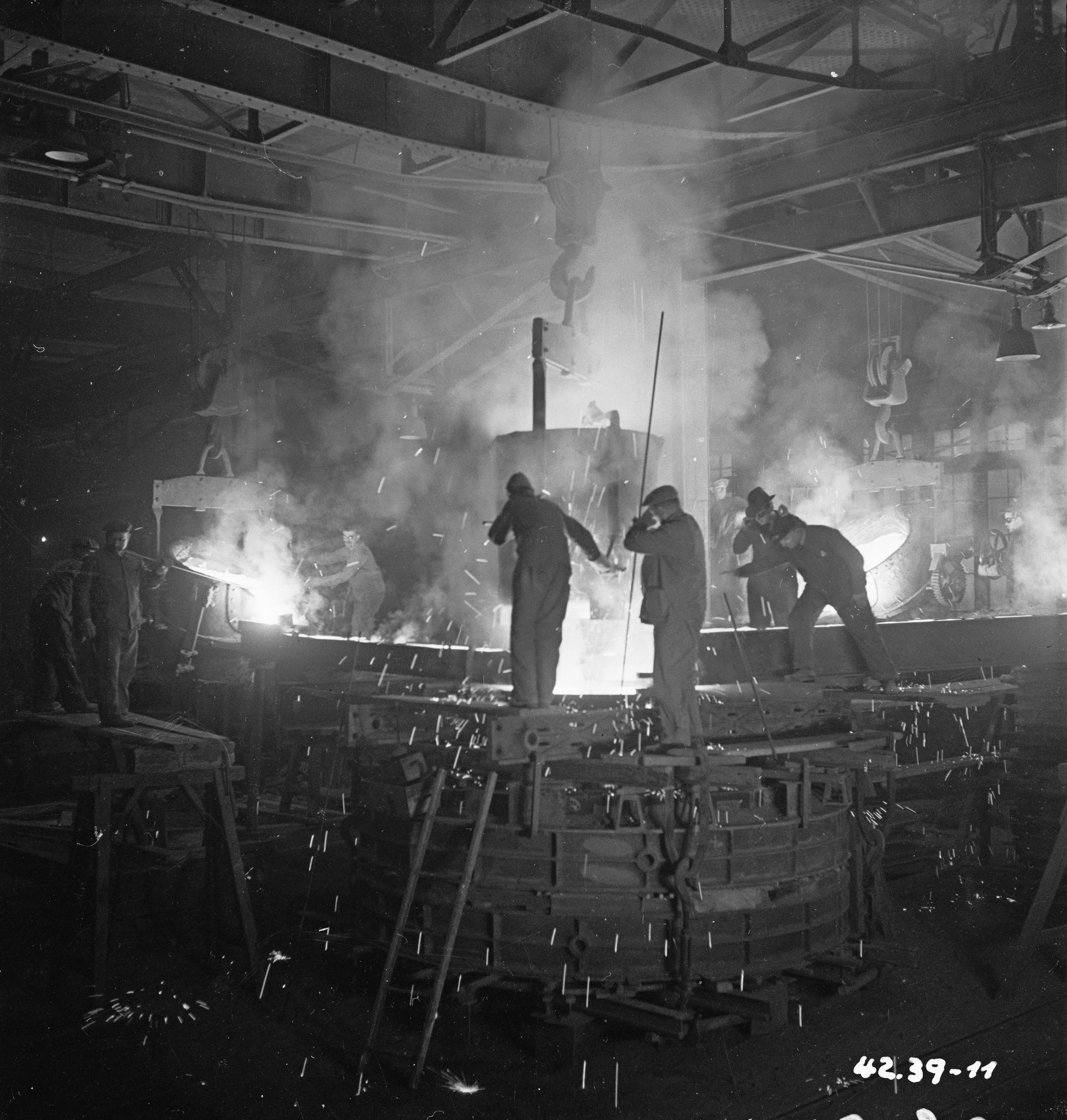
Giesserei im Werk I der Georg Fischer AG im Mühlental in Schaffhausen (1945)

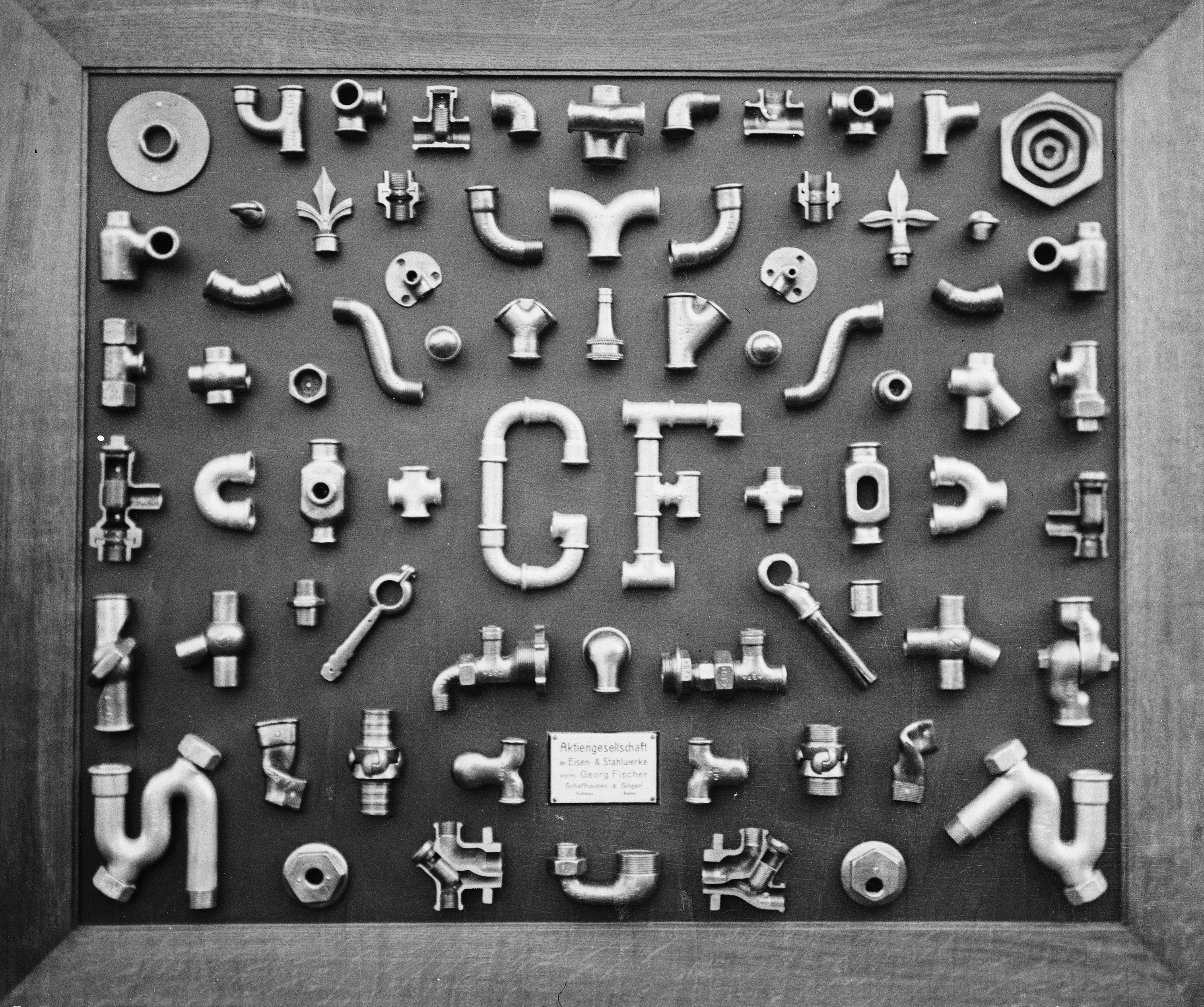
Ausstellungstafel Fittings, ca. 1910

## Profil und Bestand
Das Konzernarchiv der Georg Fischer AG wurde 1943 eingerichtet. Die Firma selber existiert seit 1802. Das Archiv baut auf einem in den 1920er-Jahren gesammelten Bestand auf. Es beherbergt die Überlieferung des Unternehmens seit der Gründung, einen Teil des Nachlasses der Gründerfamilie sowie Bestände verschiedener Tochtergesellschaften und Akquisitionen. Es ist seit 2006 im Kulturgüterschutz-Inventar der Schweiz als A-Objekt, also als Objekt von nationaler Bedeutung klassifiziert. Das Archiv umfasst 1244 Laufmeter.

## Organisation
Das Archiv ist eine Abteilung des Georg Fischer Konzerns und bildet zusammen mit der Eisenbibliothek eine Organisationseinheit.

## Benutzung
Das Archiv ist nach Vereinbarung besuchbar.

## Digitale Bestände
Das Archiv bietet ein wachsendes Angeboten an digitalen Archivalien:
- 50'000 Datensätze in 48 Beständen sind im Archivkatalog
- 5000 Bilder aus 130'000 Fotografien (wachsend)
- 122 Geschäftsberichte seit 1896
- 1000 Seiten Publikationen über die GF

## Fotografie
Von besonderer Bedeutung ist der Bereich der Fotografie. Der Konzern dokumentierte sowohl Tätigkeiten als auch Produkte akribisch und verfügt über eine Bilderschatz von 130'000 Fotografien. 1960 beauftragte die Firma den Schweizer Industriefotografen Jakob Tuggener (1904–1988) mit einer Reportage. Seine Fotos fanden jedoch nur vereinzelt Eingang in die zeitgenössischen Publikationen. Max Graf (1923–1997) arbeitete 1956–1969 als Werkfotograf und dokumentierte die gesamte Arbeitswelt der Georg Fischer AG von der Produktion in Schaffhausen über das soziale Leben ausserhalb der Firma bis hin zu Weihnachtsfeiern und Jubiläen.